# Samtgemeinde Lindhorst
Die Samtgemeinde Lindhorst ist ein Gemeindeverband im Norden des Landkreises Schaumburg in Niedersachsen.

## Geografische Lage
Das Gebiet der Samtgemeinde Lindhorst liegt im Bereich des historischen Dülwalds, östlich der Kreisstadt Stadthagen und westlich von Bad Nenndorf, zwischen dem Bückeberg im Süden und dem Mittellandkanal mit der Stadt Sachsenhagen im Norden.
Die höchste Erhebung liegt bei Beckedorf mit 150 m und der tiefste Punkt am Mittellandkanal bei 50 m ü. NN.

## Gliederung
Die Samtgemeinde Lindhorst besteht aus den Gemeinden
- Beckedorf mit dem Wohnplatz Schacht Beckedorf und Häusern am Eichenbruch vorm Ortseingang Kobbensens.
- Heuerßen mit dem OT Kobbensen und der Siedlung Eichenbruch
- Lindhorst mit den OT Ottensen und Schöttlingen
- Lüdersfeld mit dem OT Vornhagen und Vornhagen Siedlung

Der Verwaltungssitz befindet sich in Lindhorst.

## Geschichte
Der Name Lindhorst kommt von der sog. „Linde“, einer Anhebung im historischen Dülwald, der im 13. Jahrhundert zunehmend für die Anlage zahlreiche dörflicher Siedlungen gerodet wurde. Auch Lindhorst und die meisten Orte der Samtgemeinde sind in dieser Zeit erstmals beurkundet.
Spärlich besiedelt war das Gebiet aber bereits seit frühgeschichtlicher Zeit und einige Dörfer, wie beispielsweise Lindhorst, haben vermutlich ihren Ursprung in der Zeit der Frankenherrschaft im 9. und 10. Jahrhundert. Der fruchtbare Boden und die Lage am alten Hellweg, dessen Verlauf die heutige B 65 folgt, führten bereits im 6. Jahrhundert zur Gründung der Siedlung Beckedorf.
Der Dülwald war in sächsischer Zeit Grenzwald zwischen mehreren Gauen und bis zum 13. Jahrhundert blieb die Herrschaft über dieses Gebiet umstritten. Die Grafen von Rohden-Wunstorf, die Schaumburger Grafen, die Herzöge von Sachsen-Lauenburg und der Bischof von Minden erhoben Besitzansprüche.
Im 13. und 14. Jahrhundert brachten die Schaumburger Grafen das Gebiet um Lindhorst schließlich in ihren Besitz. Als am Ende des Dreißigjährigen Kriegs die Grafschaft Schaumburg geteilt wurde, kamen Ottensen und Beckedorf in den hessischen Teil und die anderen Orte der heutigen Samtgemeinde zur Grafschaft Schaumburg-Lippe. Diese Trennung endete erst im Jahr 1974.
Die kleinen Siedlungen im Samtgemeindegebiet entwickelten sich nur langsam. Erst die Verbesserung der Infrastruktur mit dem Bau der Eisenbahnlinie Hannover–Minden 1847 mit dem Lindhorster Bahnhof und dem Bau des Mittellandkanals 1916 mit dem Kanalhafen Sachsenhagen brachten einen leichten Aufschwung. Seit 1911 wurde in Beckedorf Kohle-Bergbau betrieben.

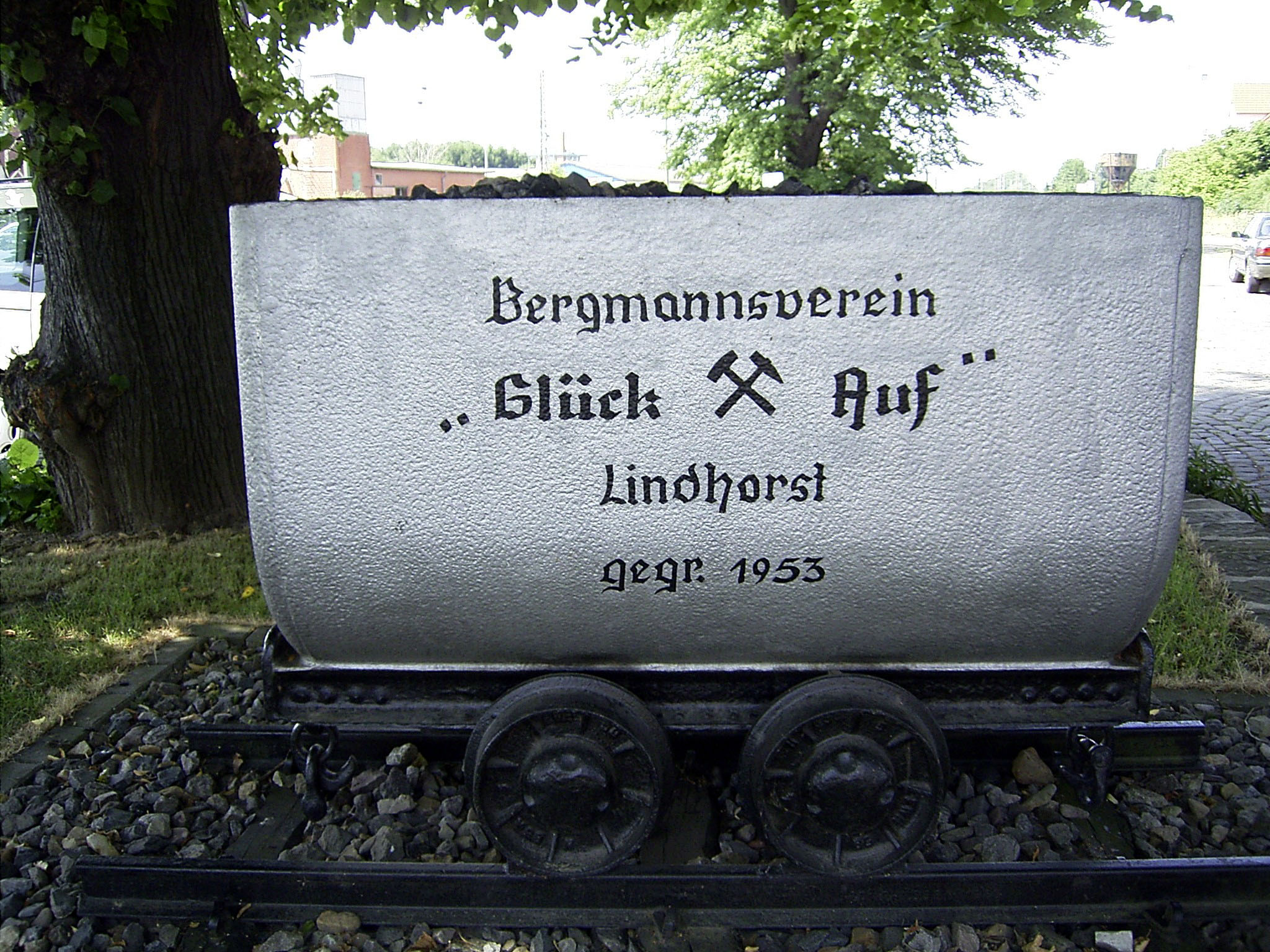
Gedenk-Lore am Bahnhof Lindhorst

Beide Weltkriege behinderten die weitere Entwicklung, doch nach 1945 wurden viele Weltkriegs-Flüchtlinge aufgenommen und der Kohlebergbau wurde weiter auf die „Schaumburger Mulde“ ausgedehnt. Es entstand eine weitere Schachtanlage in Lüdersfeld, und Lindhorst wurde mit der Verdoppelung seiner Einwohnerzahl zu einer großen Bergmannssiedlung.
Im Juli 1954 wurde die „Magister-Nothold-Schule“ in Lindhorst eingeweiht und 1957 die katholische Kirche, die für die vielen zugezogenen Menschen katholischen Glaubens gebaut wurde. Sie trägt den Namen der Schutzpatronin der Bergleute „St. Barbara“. Neben den Flüchtlingen und Vertriebenen aus dem Osten kamen auch evakuierte Bergleute aus dem Ruhrgebiet, die hier wieder Arbeit fanden.
Bereits 1960 kam das jähe Ende des Schaumburger Kohlebergbaus. Die relativ geringe Menge und Qualität sowie billigere Konkurrenz machten den Bergbau unrentabel. Die Schachtanlagen wurden geschlossen und später wieder verfüllt.
Auch in der Landwirtschaft gingen seither viele Arbeitsplätze verloren. Mit der Ansiedlung mehrerer Gewerbebetriebe im Bereich des Bahnhofes konnte nur ein Teil davon kompensiert werden und der Bereich „Gewerbliche Wirtschaft“ bleibt weiterhin ein Schwerpunktthema der Samtgemeindeverwaltung.
Die Gemeinden Heuerßen, Kobbensen, Lindhorst, Lüdersfeld, Reinsen-Remeringhausen, Schöttlingen und Vornhagen schlossen sich 1969 in Eigeninitiative zu einer Samtgemeinde Lindhorst zusammen.
Doch mit der 1974 durchgeführten Verwaltungs- und Gebietsreform in Niedersachsen wurde auch die Samtgemeinde Lindhorst neu gebildet. Es kamen die Gemeinden Beckedorf und Ottensen aus dem Altkreis Grafschaft Schaumburg hinzu, die Gemeinde Reinsen-Remeringhausen wurde in die Stadt Stadthagen eingegliedert.
Heute wohnen viele Berufspendler in der verkehrsgünstig gelegenen Samtgemeinde, die auch landschaftlich eine bevorzugte Lage zwischen den Naturparks Weserbergland Schaumburg-Hameln und Steinhuder Meer besitzt.

## Politik

### Samtgemeinderat
Der Rat der Samtgemeinde Lindhorst besteht aus 20 Ratsfrauen und Ratsherren. Dies ist die festgelegte Anzahl für eine Samtgemeinde mit einer Einwohnerzahl zwischen 7.001 und 8.000 Einwohnern. Die Ratsmitglieder werden durch eine Kommunalwahl für jeweils fünf Jahre gewählt. Neben den 20 in der Samtgemeindewahl gewählten Mitgliedern ist außerdem der hauptamtliche 
Samtgemeindebürgermeister im Rat stimmberechtigt. 
Bei der letzten Kommunalwahl 2021 ergab sich folgende Sitzverteilung:
| Samtgemeinderat 2021Insgesamt 20 Sitze - SPD: 6 - Grüne: 3 - DB: 3 - FDP: 1 - WGL: 1 - CDU: 6 |

### Samtgemeindebürgermeister
Seit 2019 ist Svenja Edler (parteilos) Bürgermeisterin der Samtgemeinde.

### Finanzen
Im Haushaltsplan 2013 sind im Ergebnishaushalt an ordentlichen Erträgen und Aufwendungen jeweils ~ 5,3 Millionen Euro ausgewiesen. Der Finanzhaushalt ist bei Ein- und Auszahlungen mit ~ 5,7 Millionen Euro ausgeglichen. An Auszahlungen für Investitionstätigkeiten sind 772.300 Euro vorgesehen. Hierfür sind Kreditaufnahmen von 633.800 Euro nötig. Die Gesamtverschuldung beläuft sich auf etwa 3,2 Millionen Euro.

## Kultur und Sehenswürdigkeiten

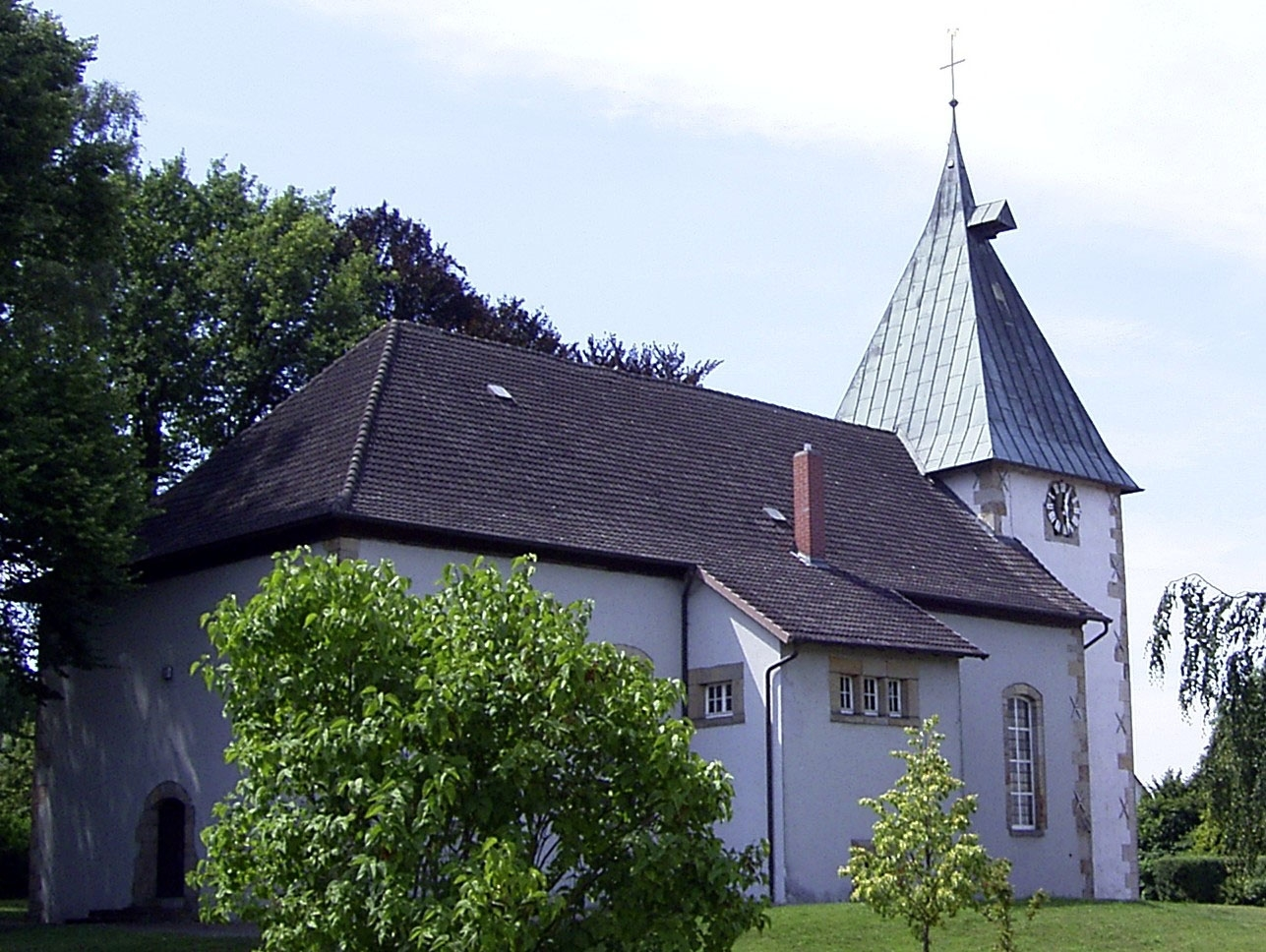
St. Godehardi in Beckedorf

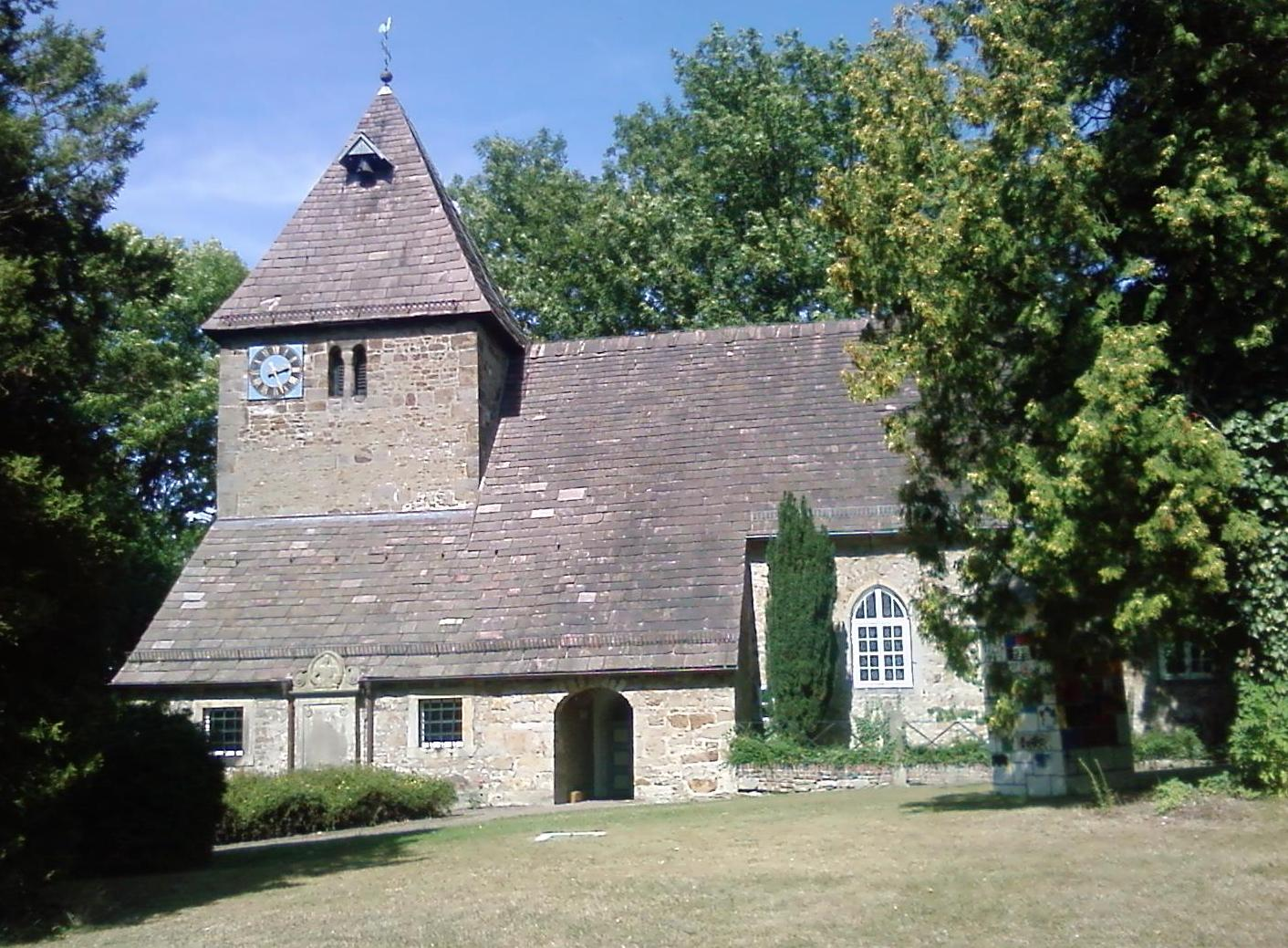
Die Kirche in Heuerßen

### Museen
- Bergbau-Museum in Lindhorst mit einer Ausstellung über das Ziegeleiwesen in Ottensen. Angeschlossen ist ein kleines Café.

Die Einrichtungen sind in der Dorfmitte, im Dorfgemeinschaftshaus „Hof Gümmer“ zu finden.

### Bauwerke
- Evang. St.-Dionysius-Kirche in Lindhorst, mindestens 600 Jahre alt
- Evang. Kapelle in Lüdersfeld aus dem 15. Jh.
- Evang. St.-Godehardi-Kirche in Beckedorf, 1740 erbaut
- Evang. Kirche in Heuerßen, 1565 erbaut
- Kathol. Kirche St. Barbara in Lindhorst, 1957 erbaut
- Schachtanlagen in Beckedorf und Lüdersfeld

## Wirtschaft und Infrastruktur

### Verkehr
- Lindhorst hat einen Bahnhof an der Strecke Hannover–Minden und wird im Stundentakt durch die S-Bahn Hannover bedient.
- Die Bundesstraße 65 (Hannover-Minden) führt durch die Samtgemeinde.
- Der ÖPNV wird durch die Schaumburger Verkehrs-Gesellschaft und die Firma Ruhe Reisen bedient.
- Der Mittellandkanal-Hafen Sachsenhagen ist 5 km entfernt.
- Die BAB 2 ist über Bad Nenndorf (10 km)erreichbar.
- Der Flughafen Hannover ist 50 km entfernt.

### Öffentliche Einrichtungen
- beheiztes Freibad mit Lehrschwimmhalle in Lindhorst
- Sporthallen in Lindhorst und Beckedorf
- Dorfgemeinschaftshaus in Lindhorst
- Dorfgemeinschaftshaus in Kobbensen
- Dorfgemeinschaftshaus in Ottensen
- Dorfgemeinschaftshaus in Beckedorf

### Bildung
- Magister-Nothold-Schule, Haupt- und Realschule in Lindhorst (auslaufend), Nachfolger ist eine Oberschule
- Grundschule in Lindhorst mit einer Außenstelle in Beckedorf
- Kindergärten in Lindhorst, Beckedorf, Lüdersfeld und Heuerßen
- Kindertagesstätte in Ottensen (0–3-jährige Kinder)